# Ostrum Asset Management
Ostrum Asset Management, anciennement Natixis Asset Management, est une entreprise de gestion d'actifs financiers fondée en 2007.
Ostrum AM est une filiale de Natixis Investment Managers, banque de financement et d'investissement du groupe BPCE, fondée en 2007, après la fusion de Natexis Asset Management et Ixis Asset Management. La société originale est la société de gestion d'actifs du Groupe Caisse d'épargne, Ixis, fondée en 1984, qui a ensuite été fusionnée avec la société de gestion d'actifs du Groupe Banque populaire. En 2020, Ostrum Asset Management rapproche ses activités de gestion taux et assurantielle avec celles de La Banque Postale Asset Management (LBPAM). Ostrum AM est détenue à 55 % par Natixis Investment Managers et à 45 % par La Banque Postale AM depuis novembre 2020,
Ostrum AM est une entreprise de gestion d'actifs financiers qui emploie près de 400 collaborateurs et gère 381Md€ (au 31/03/2025).
C'est une filiale du groupe bancaire BPCE, fusion des Caisses d'épargne et des Banques populaires.
La société est organisée autour de cinq expertises de gestion : taux, actions européennes, investissement et solutions clients, volatilité et produits structurés développée par Seeyond, actions émergentes développée par Emerise.
Les clients d'Ostrum AM sont des investisseurs institutionnels, des entreprises, des banques privées, des distributeurs et des réseaux bancaires. La société de gestion dispose d'une présence mondiale grâce à des plateformes de gestion situées en Europe, aux États-Unis  et en Asie. Son offre est distribuée par la plateforme de distribution internationale Natixis Investment Managers.

## Natixis Investment Managers
Ostrum AM est détenue par Natixis Investment Managers,, créée en 2004, et par la Banque Postale Asset Management depuis 2020. Celle-ci assure la cohérence d'ensemble du modèle en prenant en charge les fonctions de pilotage et de distribution des fonds via sa plateforme mondiale,,.

## Historique

### Origines

#### Création de la CDC-Gestion
Le 25 avril 1984, la société CDC Gestion est fondée, par filialisation des activités de « gestion de compte de tiers » de la Caisse des dépôts et consignations (CDC). La société est alors détenue à 80 % par la CDC et à 20 % par la CNP.

#### CDC Asset Management Europe
Le 30 avril 1998, CDC-Gestion absorbe la société CDC-Trésor. CDC-Gestion change de dénomination sociale et devient CDC Asset Management Europe à compter du 1er mai 1998. Elle est alors détenue à 83,6 % par la Caisse des Dépôts et à 16,4 % par la CNP.
Le 29 octobre 1999, CDC Asset Management Europe qui a changé de dénomination sociale, devenant CDC Asset Management, est détenue à 60 % par la Caisse des Dépôts, et à 20 % par CNP Assurances et à 20 % par la Caisse Nationale des Caisses d'épargne.
En juin 2000, la société Nvest est acquise par CDC Asset Management,.

#### CDC IXIS Asset Management
Le 4 janvier 2001, CDC Asset Management change de dénomination sociale, devenant CDC IXIS Asset Management. Elle est alors détenue à 60 % par CDC-Finance (filiale à 100 % de la Caisse des Dépôts) à 20 % par CNP Assurances, et à 20 % par la Caisse Nationale des Caisses d'épargne.
Le 1er janvier 2002, la Caisse des Dépôts cède la majorité de sa filiale CDC IXIS à la société CDC-Finance, qui devient la Compagnie financière Eulia. La CNCE apporte pour sa part à CDC IXIS son pôle finances, 40 % du Crédit foncier de France et ses participations dans des filiales (dont Ecureuil Vie, Ecureuil Gestion). CDC IXIS Asset Management est alors détenue à 80 % par la Compagnie Financière EULIA (société détenue à 50,01 % par la Caisse des Dépôts et à 49,99 % par la CNCE) à 20 % par CNP Assurances.

#### Sortie de la CDC du capital
Entre 2004 et 2006, la Caisse des Dépôts se sépare progressivement de ses actifs au profit du groupe Caisse d'épargne. La société est alors détenue à 100 % par IXIS Asset Management Group, holding spécialisée dans la gestion d'actifs du Groupe (société détenue par la CNCE et la CNP).
Le 29 octobre 2004, CDC IXIS Asset Management change de dénomination sociale et devient IXIS Asset Management.

### Création de Natixis
En mars 2006, le Groupe Caisse d'épargne et le Groupe Banque populaire annoncent un projet de rapprochement de leurs activités via une nouvelle entité dénommée Natexis et détenue à parité par la Caisse nationale des Caisses d'épargne (35 % du capital) et la Banque fédérale des banques populaires (35 %), le reste du capital étant coté en bourse.

### Ostrum Asset Management depuis 2007
Le 29 juin 2007, IXIS Asset Management absorbe Natexis Asset Management. Elle change de dénomination sociale et devient Natixis Asset Management, pour changer à nouveau pour Ostrum Asset Management en avril 2018,. La société est détenue à 100 % par Natixis Investment Managers (Ex Natixis Global Asset Management, ex-IXIS Asset Management Group, et devenue à cette même date filiale à 100 % de Natixis).
En juillet 2010, H2O Asset Management annonce sa création en partenariat avec Ostrum AM en tant qu'actionnaire majoritaire. Cette société de gestion d'actifs basée à Londres repose sur une stratégie d'investissement de type alternative « global macro ».
En novembre 2012, Ostrum AM annonce la création de son pôle d'expertise destiné à l'investissement socialement responsable (ISR) sous la marque Mirova.
En janvier 2014, Ostrum AM annonce la filialisation de Mirova, dont elle devient actionnaire à 100 %. Philippe Zaouati, préalablement responsable de ce pôle d'expertise, en devient le directeur général. Mirova devient en 2018 un affilié à part entière de Natixis Investment Managers.
Le 9 septembre 2014, Ostrum AM augmente sa participation au capital de Dorval Finance en passant de 25 % à 50,1 %,.
En juin 2015, Ostrum AM développe une nouvelle marque destinée aux marchés émergents : Emerise. Dirigée depuis Singapour, elle développe quatre expertises sur différentes zones d'investissement : « global emergent », Amérique latine, Europe émergente et Asie (hors Japon),.
En juin 2017, Ostrum AM teste la blockchain avec FundsDLT. L'objectif est de réduire les coûts et potentiellement le nombre d'intermédiaires dans la gestion d'actifs. Ce test est réalisé en partenariat avec KPMG et la société informatique In'Tech. Cette première transaction, via la blockchain, dans la distribution de fonds aboutit.
Le 3 avril 2018, Natixis Asset Management change de dénomination et devient Ostrum Asset Management dans le cadre du plan stratégique de Natixis . Le nom Ostrum fait référence aux racines européennes de la société (nom à consonance latine) et la couleur violette du logo est un rappel de l'appartenance d'Ostrum AM à Natixis et au Groupe BPCE.
La même année, Seeyond, le pôle de gestion quantitative, est filialisé.
En mars 2022, Natixis Investment Managers et H2O Asset Management annoncent le dénouement de leur partenariat.

## Rapprochement avec La banque Postale Asset Management
L’entité est détenue ainsi : à hauteur de 55% par Natixis Investment Managers et à hauteur de 45% par La Banque Postale Asset Management. La Banque Postale Asset Management est la 5ème banque de gestion française avec un encours de 47 milliards d’euros. Le rapprochement des activités est annoncé en juin 2019. En février 2020, le projet est présenté aux élus du personnel d’Ostrum AM et à ceux de LBPAM. En novembre 2020, le rapprochement des activités de gestion taux et assurantielle d’Ostrum Asset Management et de La Banque Postale Asset Management est officialisé et les équipes de gestion de taux et de gestion assurantielle de LBPAM rejoignent celles d'Ostrum AM. Ostrum AM intègre alors le top 10 des gestionnaires d’actifs européens,

## Gouvernance

### Présidences
- Jean Raby, de 2017 à 2021[45],
- Tim Ryan, directeur général de Natixis Investment Managers[45],[46]

### Directions générales
- Matthieu Duncan de 2016 à 2019,
- Philippe Setbon de 2019[47] à 2023,
- Olivier Houix depuis 2023[48]

## Lobbying
Ostrum Asset Management déclare à la Haute autorité pour la transparence de la vie publique exercer des activités de lobbying pour un montant compris, en 2020, entre 25 000 et 50 000 euros.

## Controverses

### Doubl'ô
En 2002, la gestion du produit "Doubl'ô" par Écureuil Gestion et sa commercialisation par certaines caisses d'épargne fait l'objet d'une enquête de l'Autorité des marchés financiers (AMF). La Commission des sanctions de l'AMF « décide de constater que les faits objet de la poursuite sont atteints par la prescription ». Le Conseil d'État, confirme cette décision le 28 mars 2014.
Classée sans suite au pénal, une plainte au civil est déposée auprès du Tribunal de grande instance de Paris en janvier 2015.

### Gestion des fonds à formule
En avril 2015, Mediapart relayé par Les Échos révèle de possibles anomalies dans la gestion des fonds à formule. Selon Mediapart, près de 100 millions d'euros auraient été prélevés sur des fonds à formule, outre des anomalies dans leurs méthodes de gestion, alors que l'L'Agefi relève pour sa part qu'un audit externe réalisé par le cabinet EY « n'aurait pas mis au jour d'irrégularités graves ».
Le 14 mars 2016, Natixis et BPCE annoncent le remplacement du dirigeant de Natixis Asset Management, Pascal Voisin après son départ précipité, le 11 mars 2016.
Le 20 juillet 2016, l'Autorité des marchés financiers (AMF) envoie Natixis Asset Management en commission des sanctions. Lors de la séance du 23 juin 2017, l'AMF réclame 35 millions d'euros de sanction contre Natixis Asset Management et lui adresse un avertissement, précisant : "Il n'y a aucun doute que ces commissions de rachats bénéficiaient à Natixis AM, en contradiction avec ce qui figurait dans le prospectus de présentation du fonds", jugeant "particulièrement choquant" le fait que les principes fondateurs de la gestion d'actifs aient ainsi été remis en cause. Natixis Asset Management fait appel devant le Conseil d’État.
Natixis Asset Management pourrait se défendre au moyen de défauts de procédure.
En mars 2018, l'UFC Que choisir assigne Ostrum AM dans l'affaire des fonds à formule.

### Gestion des fonds des Députés
En juillet 2015, Mediapart soulève de nouvelles questions, quant à la gestion par cette filiale de Natixis et des entreprises coopératives de BPCE, des fonds qui lui sont confiés par des députés.